# Carmen Birkenbach
Carmen Bröll geb. Birkenbach (* 23. Januar 1971) ist eine ehemalige deutsche Fußballspielerin.

## Karriere
Birkenbach gehörte von 1988 bis 1990 dem FSV Frankfurt als Mittelfeldspielerin an, für den sie in der seinerzeitigen Oberliga Hessen Punktspiele bestritt. Als Meister aus dieser 1989 und 1990 hervorgegangen, nahm sie mit ihrer Mannschaft jeweils an der Endrunde um die Deutsche Meisterschaft teil.
Nachdem sich ihre Mannschaft gegen den FC Bayern München und dem KBC Duisburg im Achtel- und Viertelfinale durchzusetzen wusste, unterlag sie im Halbfinale dem TuS Ahrbach – nach Hin- und Rückspiel – im Gesamtergebnis mit 3:5. Im Jahr darauf wurde der SC 07 Bad Neuenahr mit 14:1 – nach Hin- und Rückspiel – im Achtelfinale besiegt; im Viertelfinale unterlag man dem TSV Siegen mit 2:3.
Im Wettbewerb um den nationalen Vereinspokal hingegen wurde zweimal das Finale im Olympiastadion Berlin erreicht. Am 24. Juni 1989 unterlag sie mit ihrer Mannschaft dem TSV Siegen mit 1:5 und am 19. Mai 1990 gewann sie – eingewechselt in der 71. Minute für Martina Walter, die den Siegtreffer in der 20. Minute erzielt hatte – mit 1:0 über den FC Bayern München.
Mit der Auswahl des hessischen Fußballverbandes gewann sie 1990 den Länderpokal.

## Erfolge
- Halbfinalist Deutsche Meisterschaft 1989
- DFB-Pokal-Sieger 1990, -Finalist 1989
- Länderpokalsieg 1990 mit der Auswahl des hessischen Fußballverbandes